# Burgruine Klamleiten
Die Burgruine Klamleiten ist die Ruine einer Höhenburg im gleichnamigen Ortsteil der Gemeinde Alberndorf im Bezirk Urfahr-Umgebung von Oberösterreich. Die Ruine steht rechts der von Reichenau nach Riedegg führenden Straße auf einem zur Großen Gusen abfallenden Felssporn. Vom Gusental führt kein Weg zur Ruine, sondern man muss den Bergabhang ausgehend von der Hammerschmiede in Klamleiten wild hinaufgehen.

## Geschichte
Die Burg wurde 1292 erstmals genannt. 1408 wird das Tvrnlein pey der Gusen erwähnt. Vermutlich diente die Befestigungsanlage dem Straßenschutz. Seine Zerstörung kann den Hussiten zugeschrieben werden, die 1427 in das Mühlviertel einfielen und viele Burgen eroberten und zerstörten. Eventuell wurde sie aber erst 1477 durch Kaiser Friedrich III. zerstört.

## Burgruine Klammleiten heute
Die Anlage bestand aus einer Ringmauer und einem mächtigen Rundturm. Dieser ist zur Hälfte eingestürzt und hatte vermutlich drei Stockwerke, heute sind nur mehr die Balkenlöcher eines ersten Stockwerkes vorhanden. Auf der Höhe des ersten Stockes war früher ein Eingang erkennbar. Das Mauerwerk des Söllers ist 3,50 Meter stark. Es ist auf der Innen- und Außenseite aus glatten Hausteinen ausgefertigt, der Zwischenraum ist mit Bruchsteinen und Mörtel aufgefüllt (Gussmauerwerk). Die Quader der Innenseite sind leicht krumm, sodass sie eine Kreisform bilden.
Unterhalb des Turmes Richtung Gusen befinden sich mehrere Terrassen. Auf der obersten befand sich einst die Ringmauer, deren Grundfesten rund um den Turm herausragen. Zwischen der Ringmauer und dem Turm befanden sich vermutlich Wohn- und Wirtschaftsgebäude, die aber unter dem Trümmerschutt verborgen sind. Der Hang ist von teils behauenen Steinen, die von der Ringmauer herrühren, übersät. Nach Westen wurde die Burg durch einen Halsgraben geschützt.

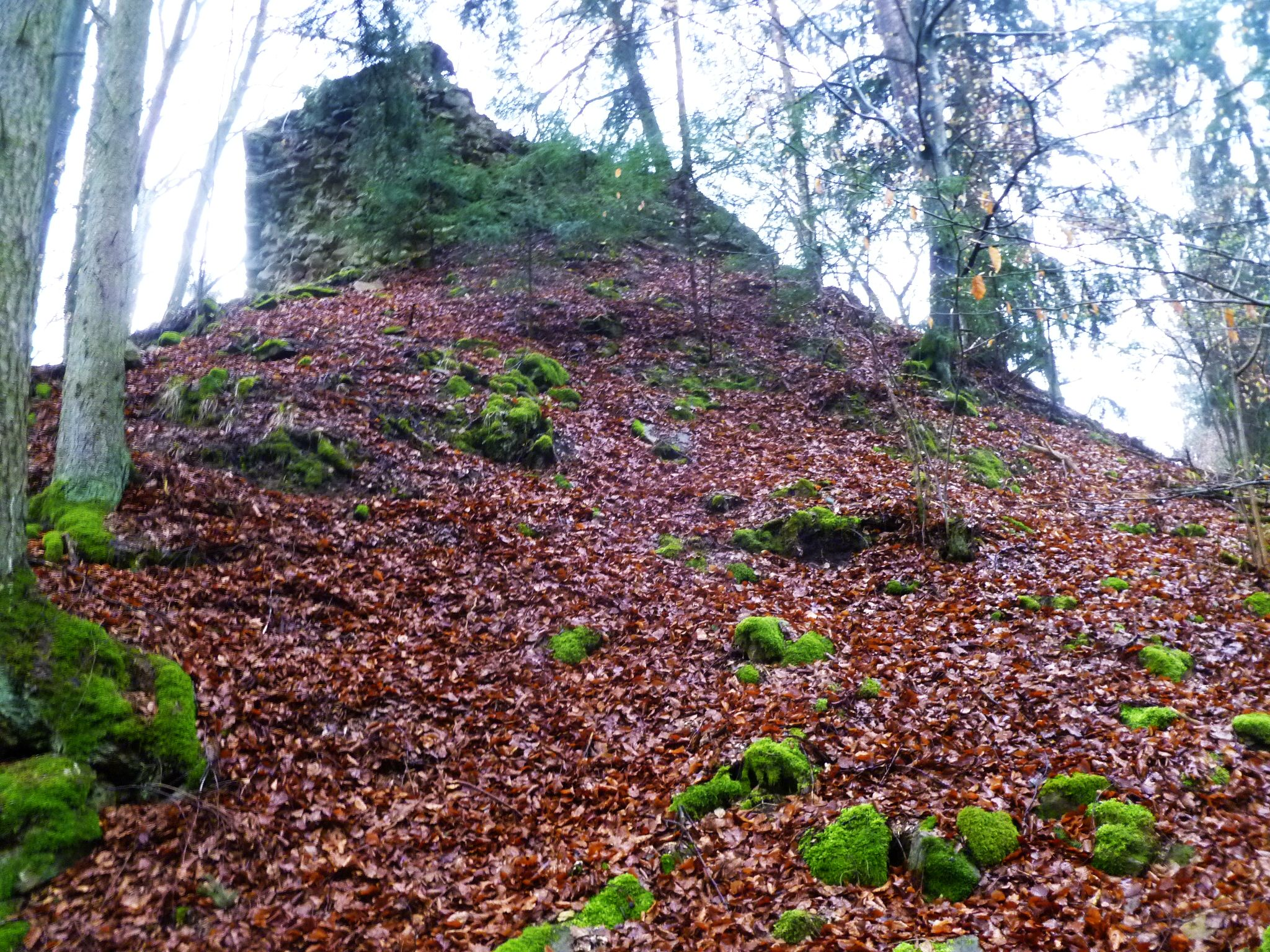
Burgruine Klamleiten
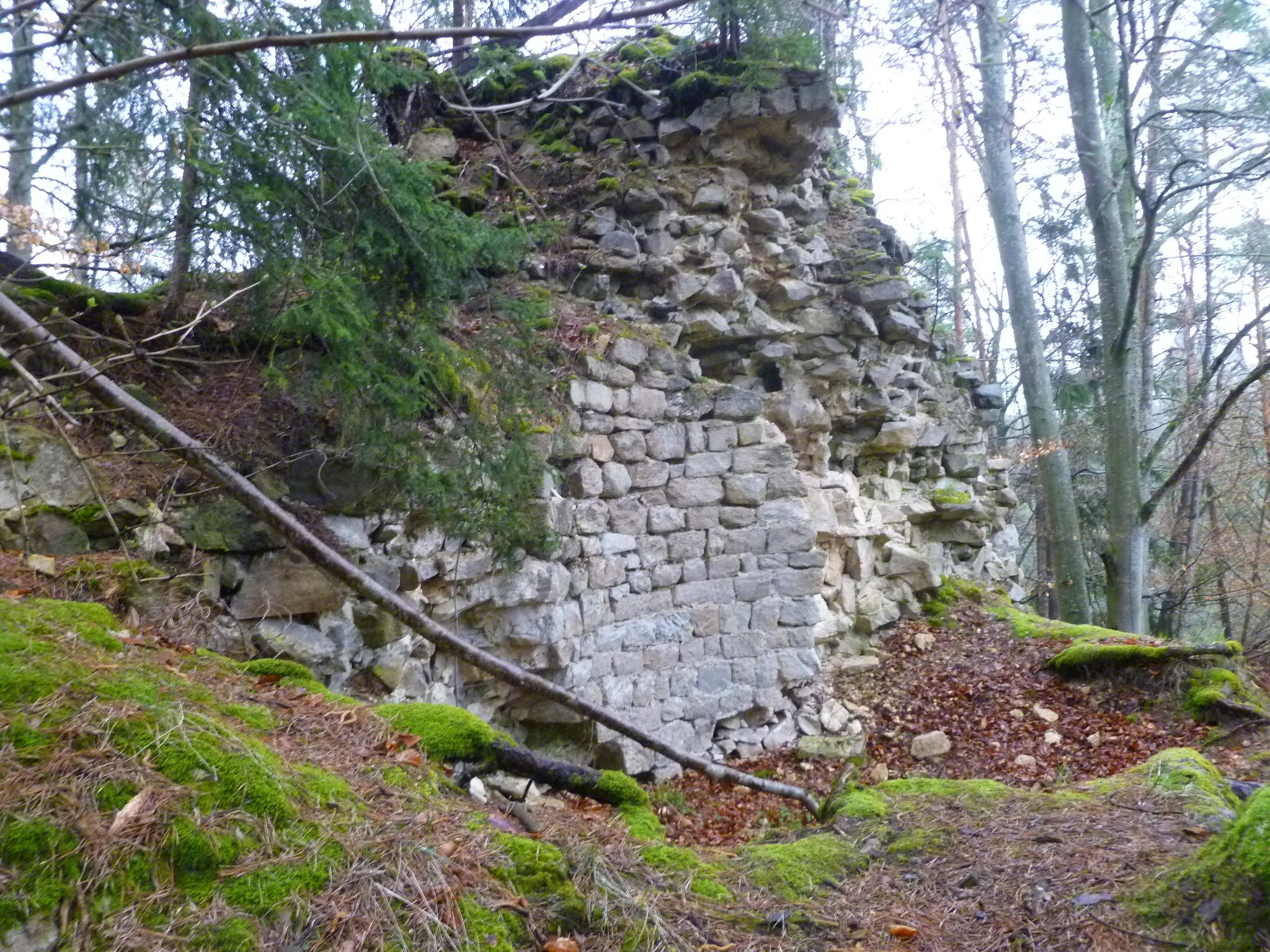
Burgruine Klamleiten: Turmrest
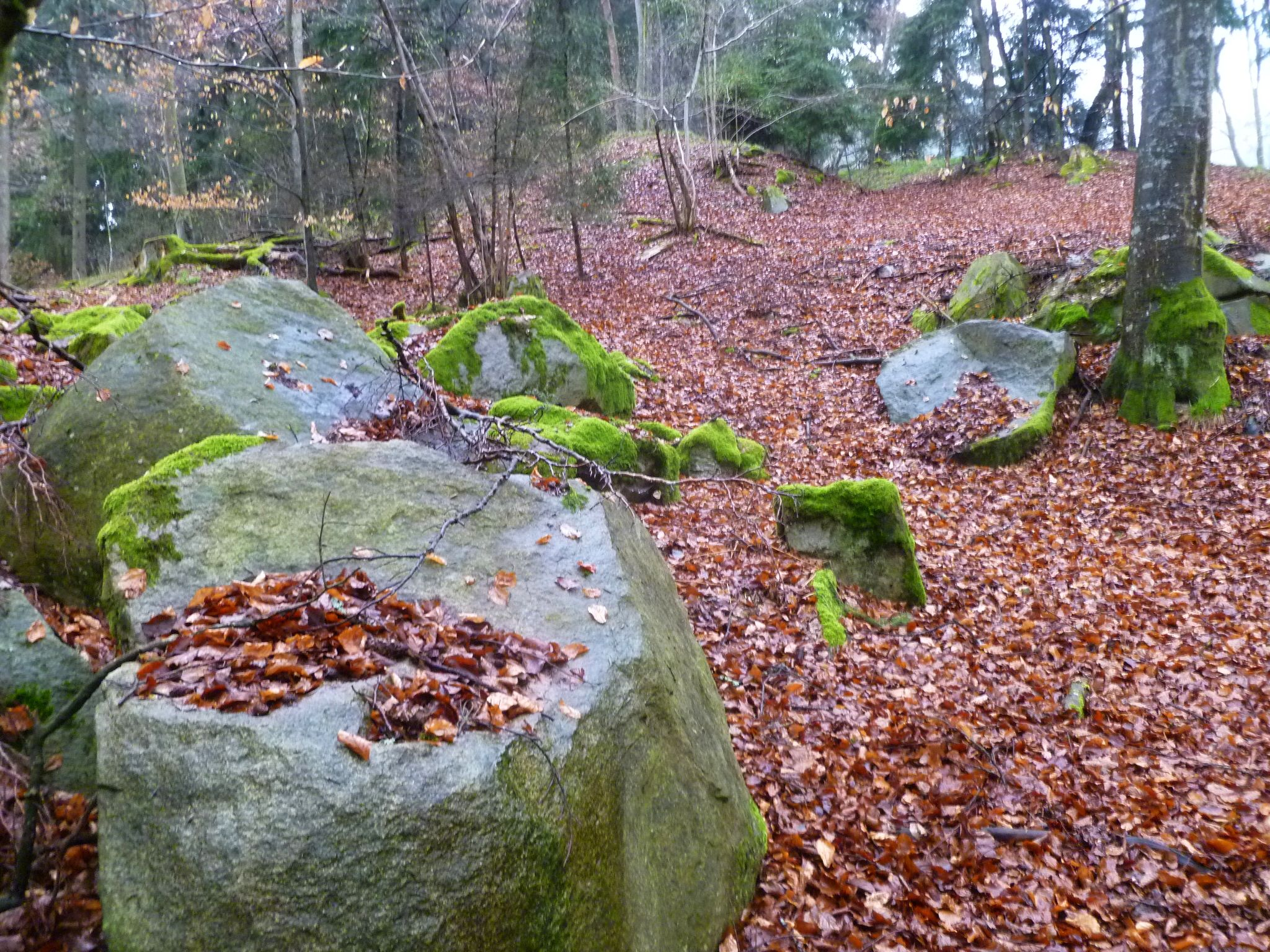
Burgruine Klamleiten: Zur Gusen hin abgestürztes Mauerwerk
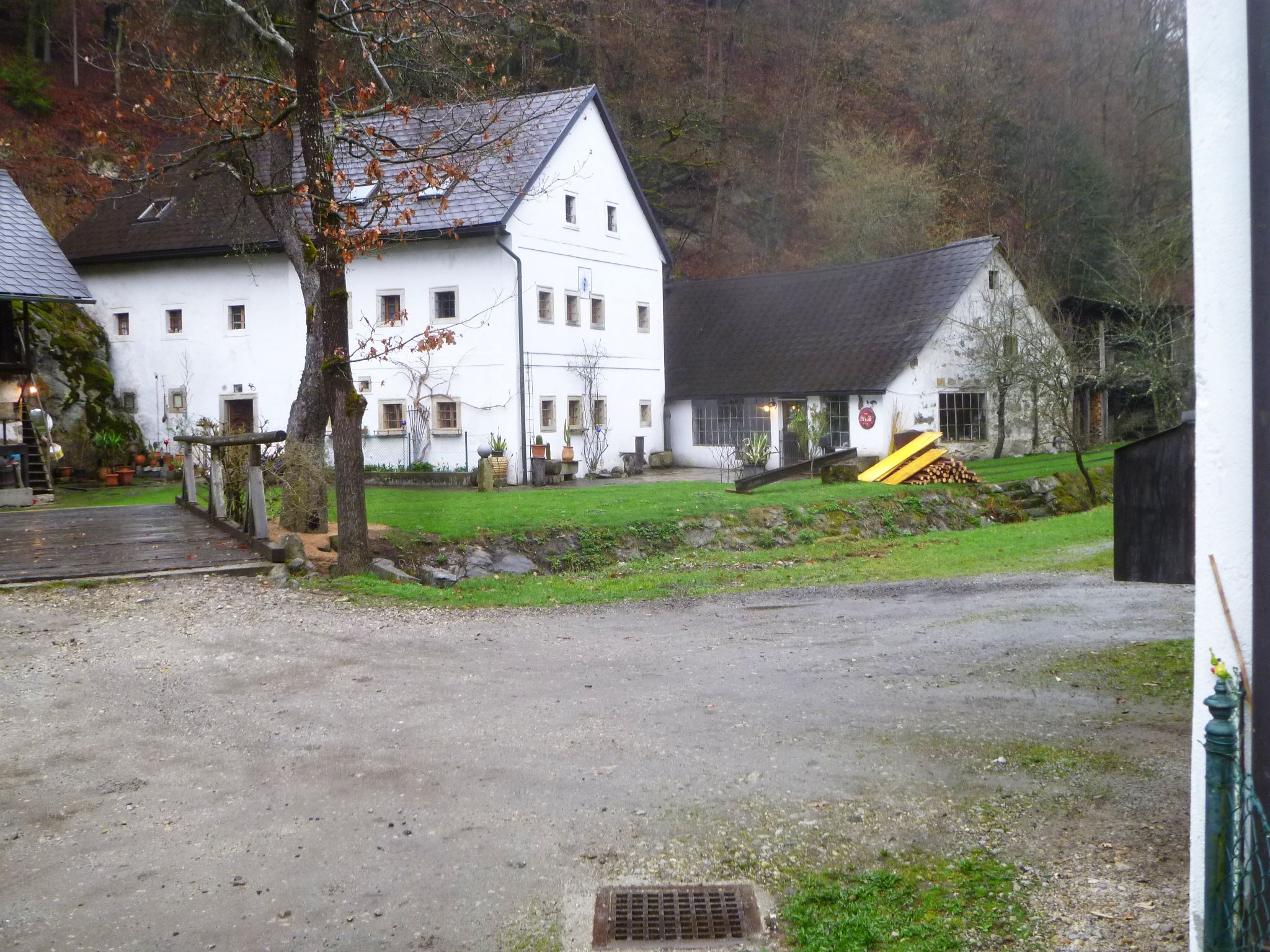
Schmiedehammerwerk Klamleiten